# Фуад Башіру
Фуад Башіру (фр. Fouad Bachirou, нар. 15 квітня 1990, Валанс) — коморський футболіст, півзахисник кіпрської «Омонії».
Виступав, зокрема, за клуби «Парі Сен-Жермен-2», «Грінок Мортон» та «Мальме», а також національну збірну Коморських Островів.
Володар Кубка Швеції.

## Клубна кар'єра
Народився 15 квітня 1990 року в місті Валанс.
У дорослому футболі дебютував 2008 року виступами за команду клубу «Парі Сен-Жермен-2», в якій провів два сезони, взявши участь у 22 матчах чемпіонату. 
Своєю грою за цю команду привернув увагу представників тренерського штабу клубу «Грінок Мортон», до складу якого приєднався 2010 року. Відіграв за команду з Грінока наступні чотири сезони своєї ігрової кар'єри. Більшість часу, проведеного у складі «Грінок Мортон», був основним гравцем команди.
До складу клубу «Естерсунд» приєднався 2014 року. Станом на 15 вересня 2017 відіграв за команду з Естерсунда 79 матчів в національному чемпіонаті.

## Виступи за збірну
У 2014 році дебютував в офіційних матчах у складі національної збірної Коморських Островів.

## Титули і досягнення
- Володар Кубка Швеції (1):

«Естерсунд»: 2016-17
- Володар Кубка Кіпру (2):

«Омонія»: 2021-22, 2022-23